# حزب سبز (صربستان)
حزب سبز (انگلیسی: Green Party) (صربی: Зелена странка، آوانگاری: Zelena Stranka, ZES) یک حزب سیاسی در صربستان است که در نووی ساد مستقر بود. این حزب نماینده اقلیت اسلواک در صربستان بود.

## تاریخچه
حزب در سال ۲۰۱۴ تأسیس گردید.